# Frederick Hawksworth

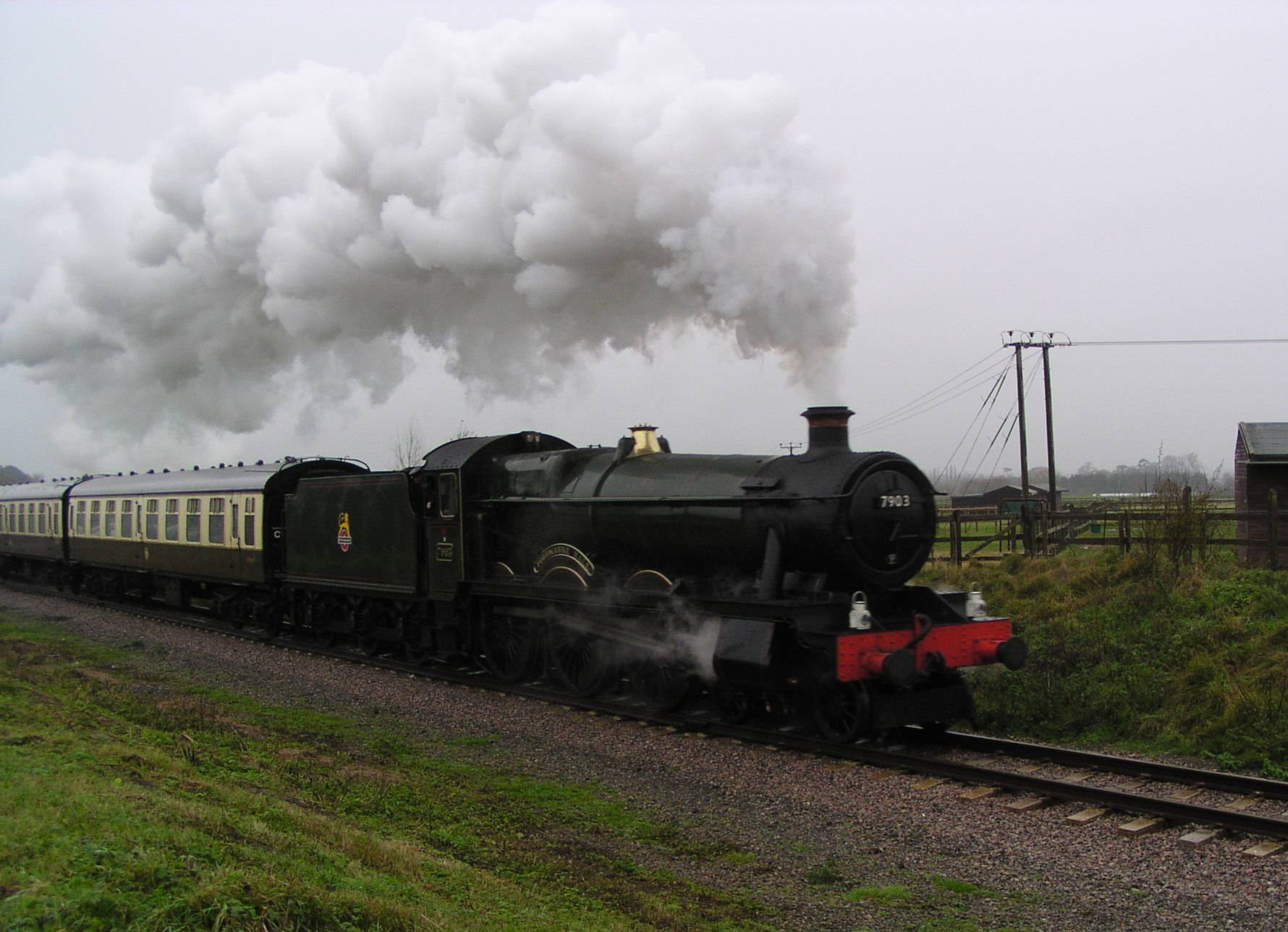
Een locomotief van de Modified Hall-serie

Frederick William Hawksworth (Swindon, 10 februari 1884 – aldaar, 13 juli 1976) was de laatste hoofdingenieur werktuigbouwkunde (Chief Mechanical Engineer) van de Great Western Railway in Engeland.

## Carrière
Hawksworth bracht zijn hele carrière door bij Swindon Works. Hij kwam bij het bedrijf als leerling in 1898, op 15-jarige leeftijd, en werd leerling-tekenaar in 1905 onder George Jackson Churchward. Hawksworth was een van Churchwards Bright Young Men, en was betrokken bij zijn revolutionaire ontwerpen, waaronder de tekeningen voor "The Great Bear".
Nadat Churchward in december 1921 met pensioen was gegaan, werd Hawksworth benoemd tot hoofdtekenaar onder Charles Collett, waar hij samen met Collett werkte aan de King-serie-stoomlocomotief. In 1932 werd hij benoemd tot assistent van de werktuigbouwkundig hoofdingenieur, na het vertrek van William Stanier. Kort daarna werd hij hoofdassistent. Omdat hij echter voorop liep in de ontwikkeling van stoomlocomotieven, waren de ideeën bij Swindon Works enigszins gestagneerd onder de latere jaren van Collett, nu in zeventig en zijn positief als hoofd werktuigbouwkundig ingenieur niet willen opgeven, resulteerde in dat Hawksworths pas laat deze functie kreeg.
Volgens een overlijdensbericht "speelde Hawksworth een belangrijke rol bij het moderniseren van de stationaire testfabriek voor locomotieven in Swindon en werd de ontwikkeling van testpraktijken die plaatsvonden in de latere jaren dertig uiteindelijk door British Railways aanvaard als een nationale norm".

### Chief Mechanical Engineer
Hawksworth werd CME na Colletts pensionering op 70-jarige leeftijd in 1941. Hij zette de ontwerptraditie voort waar hij zijn hele carrière bij betrokken was, maar bracht ook enkele belangrijke verbeteringen aan. In het bijzonder begon onder zijn regime verhoogde oververhitting te worden aangebracht in de grotere klassen, en de werken begonnen veel meer gebruik te maken van gelaste constructies. Een ander opvallend nieuw concept was een aanbesteding met plaatwanden, waarbij gebruik werd gemaakt van een gelaste constructie, die een veel gladder uiterlijk gaf dan het traditionele ontwerp met getrapte zijkanten en geklonken platen.

### Modified Hall-serie
Hawksworths eerste ontwerp werd gebouwd, vanaf 1944 dat was de Modified Hall, een belangrijke ontwikkeling van het Collett-ontwerp met verbeterde oververhitting en een heel andere cilinder- en frameconstructie.

### County-serie
Na de Tweede Wereldoorlog kwamen er nog vier nieuwe ontwerpen, voornamelijk verbeteringen van eerdere typen. De 'County'-serie, een 2'C (4-6-0) locomotief, was de laatste en krachtigste GWR 2-cilinder 2'C, een hoogtepunt van een ontwerp die 42 jaar eerder met de 'Saints' begon. Het chassis was vergelijkbaar met de Modified Hall, maar de ketels waren naar een geheel nieuw ontwerp, groter in diameter dan de Standaard 1 (Hall) ketel, maar kleiner in diameter en aanzienlijk korter dan de Castle- ketels. Deze ketels werden gebruikt voor de LMS 8F die Swindon had gebouwd voor de Railway Executive tijdens de Tweede Wereldoorlog en hadden een ketel druk van 19.3 bar (280 psi), een hogere druk dan GWR ooit had. Ze gebruikten de namen van de gesloopte Churchward County-serie, dat een 2'B (4-4-0) locomotief was.

### 9400-serie
De taps toelopende ketel van de 9400-serie, werden in grote aantallen gebouwd door externe aannemers. Deze waren vergelijkbaar met de serie 5700, maar hadden een veel grotere ketel waardoor ze meer vermogen hadden. Alleen de eerste 10, gebouwd door de Swindon, verschenen in de GWR-huisstijl. De latere locomotieven waren alleen te zien in de huisstijl van British Railways.

### 1500-serie
Misschien wel zijn meest radicale ontwerp was de 1500-serie. Deze had dezelfde ketel als de 9400 maar een geheel nieuw chassis met korte wielbasis met buiten Walschaerts klepwerk en geen loopplaat en maakte gebruik van een gelaste constructie. Het ontworpen was voor eenvoudig onderhoud dat langs het spoor gedaan kon worden.

### 1600-serie
Het laatste ontwerp van Hawksworth was een zeer lichte C (0-6-0)-Pannier-tanklocomotief, de 1600-serie. Dit was een modernisering van de 2021-serie, waarvan het leven verstreken was.

### Andere ontwerpen
Hawksworth was betrokken bij de bouw van de GWR-dieselshunters en twee experimentele gasturbine-elektrische locomotieven nummers 18000 en 18100.

### British Railways
Hawksworth bleef Chief Mechanical Engineer tijdens de vorming van de Western Region van British Railways in 1948 en bleef werken aan het ontwerpen van locomotieven totdat hij aan het eind van 1949 met pensioen ging.

### Pensionering en overlijden
Hij was voorzitter van de magistraten van Swindon van 1951 tot 1959 en werd in 1960 tot freeman van de gemeente benoemd. Hij stierf in juli 1976 in Swindon. Zijn as werd begraven naast de St. Mark's Church, naast het voormalige terrein van Swindon Works.

## Museumstukken
Er zijn van alle Hawksworth-ontwerpen behalve de 'Counties' exemplaren bewaard gebleven. De Great Western Society is bezig met het bouwen van een nieuwe 'County', een replica van nr. 1014 County of Glamorgan, met behulp van de frames van nr. 7927 Willington Hall, delen van de ketel van een nr. 48518 een LMS 8F 1'D (2-8-0) en een originele schoorsteen van nr. 1006 County of Cornwall.